# Palaeoxanthopsidae
Palaeoxanthopsidae is een familie van fossiele krabben uit de superfamilie Carpilioidea en omvat de volgende geslachten: 
- Jakobsenius  † Schweitzer, 2005
- Lobulata  † Schweitzer, Feldmann & Gingerich, 2004
- Palaeoxantho  † Bishop, 1986
- Palaeoxanthopsis  † Beurlen, 1958
- Paraverrucoides  † Schweitzer, 2003
- Remia  † Schweitzer, 2003
- Rocacarcinus  † Schweitzer, 2005
- Verrucoides  † Vega, Cosma, Coutiño, Feldmann, Nyborg, Schweitzer & Waugh, 2001